# (11385) Beauvoir
(11385) Beauvoir est un astéroïde de la ceinture principale.

## Description
(11385) Beauvoir est un astéroïde de la ceinture principale. Il fut découvert par Eric Walter Elst le 20 septembre 1998 à l'observatoire de Haute-Provence. Il présente une orbite caractérisée par un demi-grand axe de 3,02 UA, une excentricité de 0,075 et une inclinaison de 2,77° par rapport à l'écliptique.
Il fut nommé en hommage à Simone de Beauvoir, philosophe, romancière, épistolière, mémorialiste et essayiste française.

## Compléments